# Scopula horichroea
Scopula horichroea là một loài bướm đêm trong họ Geometridae.